# Llanos del Republicano

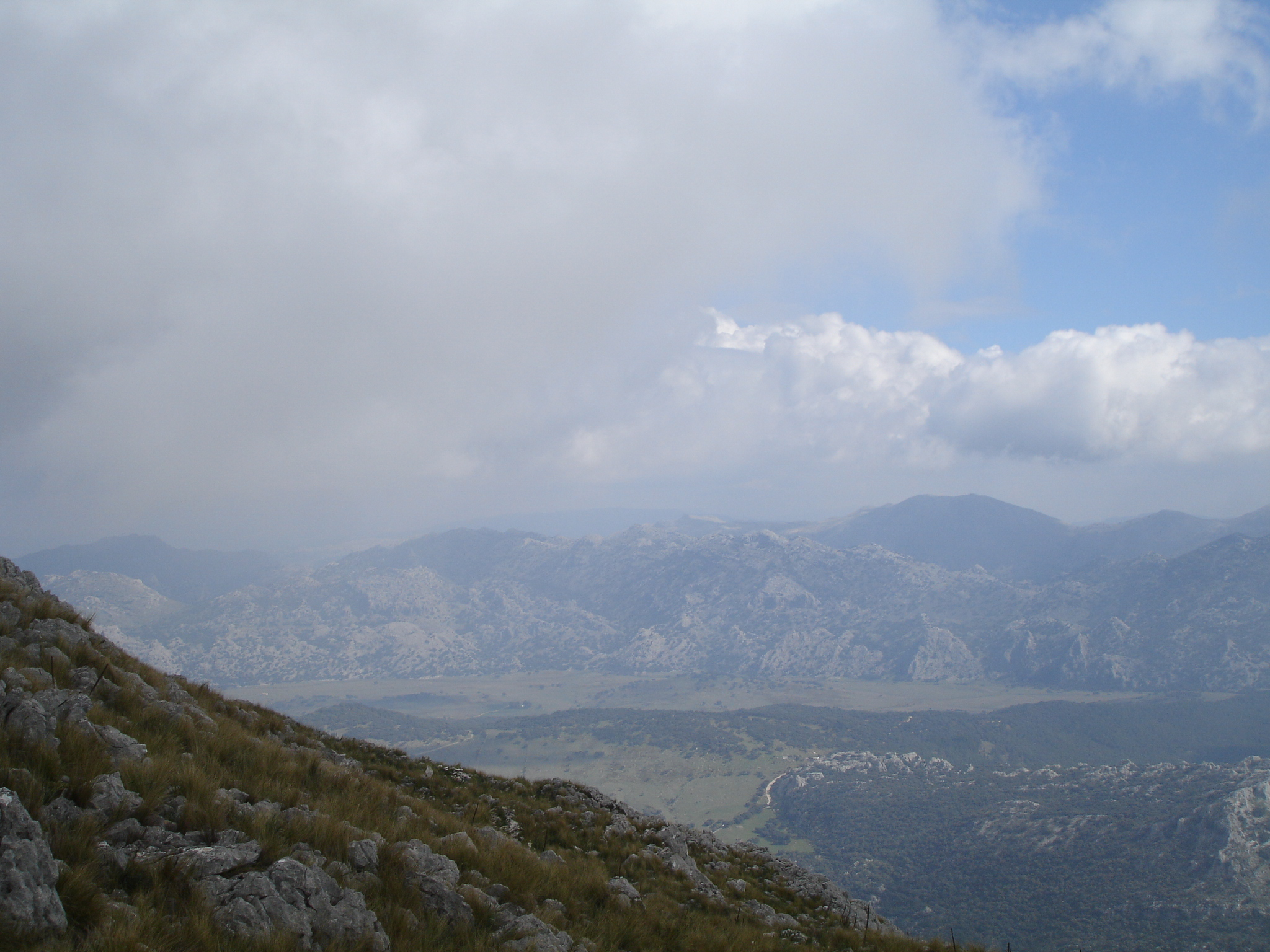
Llanos del Republicano desde el Navazo Alto.

Se conoce como los Llanos del Republicanos a unos valles situados entre Villaluenga del Rosario y la sierra de Líbar, en Andalucía, España. Tras él, pasando el puerto del Correo en sentido Ronda se encuentran los Llanos de Líbar.

## Estructura
En concreto, se trata de un poljé de gran valor espeleológico con una profundidad estimada de más de 300 m

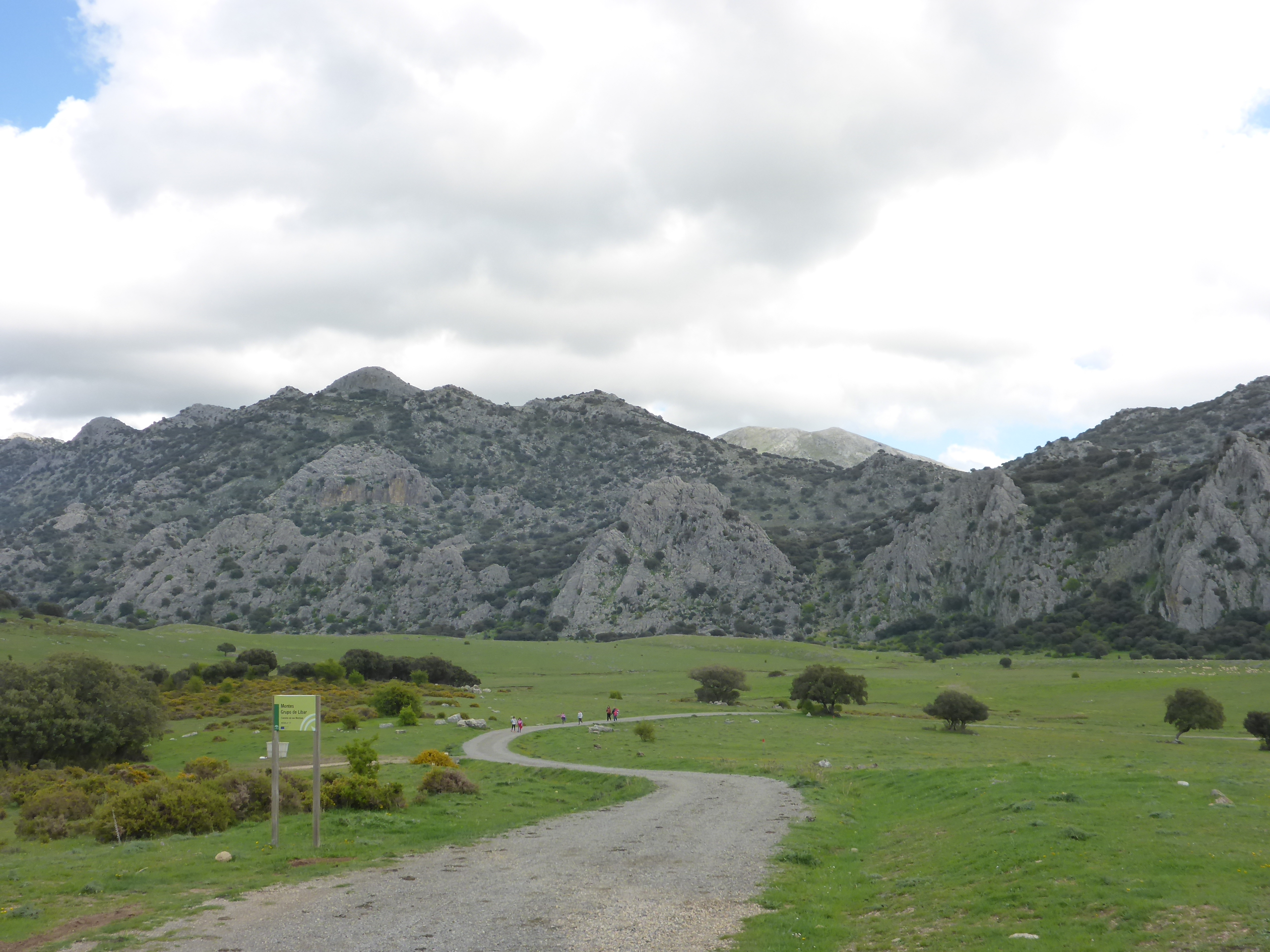
Llanos